# Jan Zaorski
Jan Marceli Zaorski (ur. 6 maja 1887 w Krakowie, zm. 10 marca 1956 w Warszawie) – polski chirurg, profesor Uniwersytetu Warszawskiego, major lekarz Wojska Polskiego, w okresie okupacji hitlerowskiej twórca i koordynator Prywatnej Szkoły Zawodowej dla Pomocniczego Personelu Sanitarnego w Warszawie (tzw. Szkoła dr. Jana Zaorskiego), w której realizowano program konspiracyjnego Wydziału Lekarskiego Uniwersytetu Warszawskiego.

## Życiorys
Ukończył studia na Wydziale Lekarskim Uniwersytetu Lwowskiego, uzyskując stopień doktora w 1912. W 1913 odbył studia uzupełniające w uniwersytetach w Berlinie i Hamburgu. Pracował we lwowskiej Klinice Chirurgicznej kierowanej przez Ludwika Rydygiera. W czasie I wojny światowej dowodził szpitalem polowym przy Legionach Polskich. 1 lipca 1916 awansował na porucznika. Po wojnie pracował jako lekarz powiatowy w Aleksandrowie Kujawskim i Płocku. Ponownie był dowódcą szpitala polowego w latach 1919–1920. Uczestniczył w wojnie polsko-radzieckiej w 1920. Zweryfikowany w stopniu majora ze starszeństwem z 1 czerwca w korpusie oficerów sanitarnych, grupa lekarzy.
Związał się następnie z II Kliniką Chirurgiczną Wydziału Lekarskiego Uniwersytetu Warszawskiego, kierowaną przez Zygmunta Radlińskiego; w 1930 habilitował się na podstawie rozprawy Nowe spostrzeżenia o ruchomości części żołądka pozostałej po wycięciu.
Od 1930 był ordynatorem Oddziału Chirurgicznego i dyrektorem Szpitala Sióstr Elżbietanek w Warszawie. Zorganizował w nim pierwszy w stolicy ośrodek krwiodawstwa.
W czasie okupacji niemieckiej organizował tajne nauczanie medycyny. Na polecenie rady tajnego Wydziału Lekarskiego UW utworzył uznaną przez władze okupacyjne Prywatną Szkołę Zawodową dla Pomocniczego Personelu Sanitarnego w Warszawie (tzw. Szkołę dr. Jana Zaorskiego), stanowiącą tajny wydział lekarski UW. W 1943 przez trzy miesiące był więźniem Pawiaka. Był głównym chirurgiem szpitala powstańczego w podziemiach budynku PKO.
W 1946 został profesorem nadzwyczajnym i kierownikiem Zakładu Chirurgii Operacyjnej i Anatomii Topograficznej Uniwersytetu Warszawskiego. Był również ordynatorem Oddziału Chirurgicznego Szpitala Dzieciątka Jezus oraz wykładowcą anatomii w Akademii Stomatologicznej. Mianowany profesorem zwyczajnym w 1951, objął wkrótce kierownictwo III Kliniki Chirurgicznej Uniwersytetu, powstałej z Zakładu Chirurgii Operacyjnej i Anatomii Topograficznej.
Od 1948 członek korespondent, a od 1951 członek zwyczajny Towarzystwa Naukowego Warszawskiego.
Przyczynił się do rozwoju chirurgii wrzodu trawiennego, m.in. wprowadził modyfikacje do operacji Ludwika Rydygiera w tej dziedzinie. Jako pierwszy w Polsce zastosował frenekserezę i frenektomię w leczeniu gruźlicy płuc. Jest uważany za twórcę warszawskiej szkoły chirurgii eksperymentalnej i pediatrycznej. Autor ponad 60 prac naukowych.
Został pochowany na cmentarzu Powązkowskim (kwatera 154b-2-7).

## Wybrane prace naukowe
- "Podręcznik mięsienia leczniczego" (1928)
- "Nowe spostrzeżenia o ruchomej części żołądka, pozostałej  po wycięciu" (1930)
- "Leczenie owrzodzeń żołądka i dwunastnicy w świetle własnych przypadków" (1936)
- "Odmiana techniki zabiegu wycięcia żołądka metodą Rydygiera" (1936)
- "Kompendium chorób chirurgicznych" (1945)
- "Choroba wrzodowa i jej współczesne leczenie" (1951)
- "Szkice chirurgii operacyjnej" (1954)

## Odznaczenia
Przed 1938:
- Krzyż Niepodległości
- Krzyż Walecznych
- Medal Pamiątkowy za Wojnę 1918–1921